# 雲宴駅
雲宴駅（ウニョンえき）は、大韓民国仁川広域市南洞区雲昌洞にある仁川交通公社（仁川都市鉄道）2号線の駅。駅番号はI227。「西昌（ソチャン）」の副名称がつけられている。

## 駅構造
- 島式ホーム2面2線を有する地下駅。ホームの両端は地上からも見えるようになっていて、駅舎や改札口は地上にある。

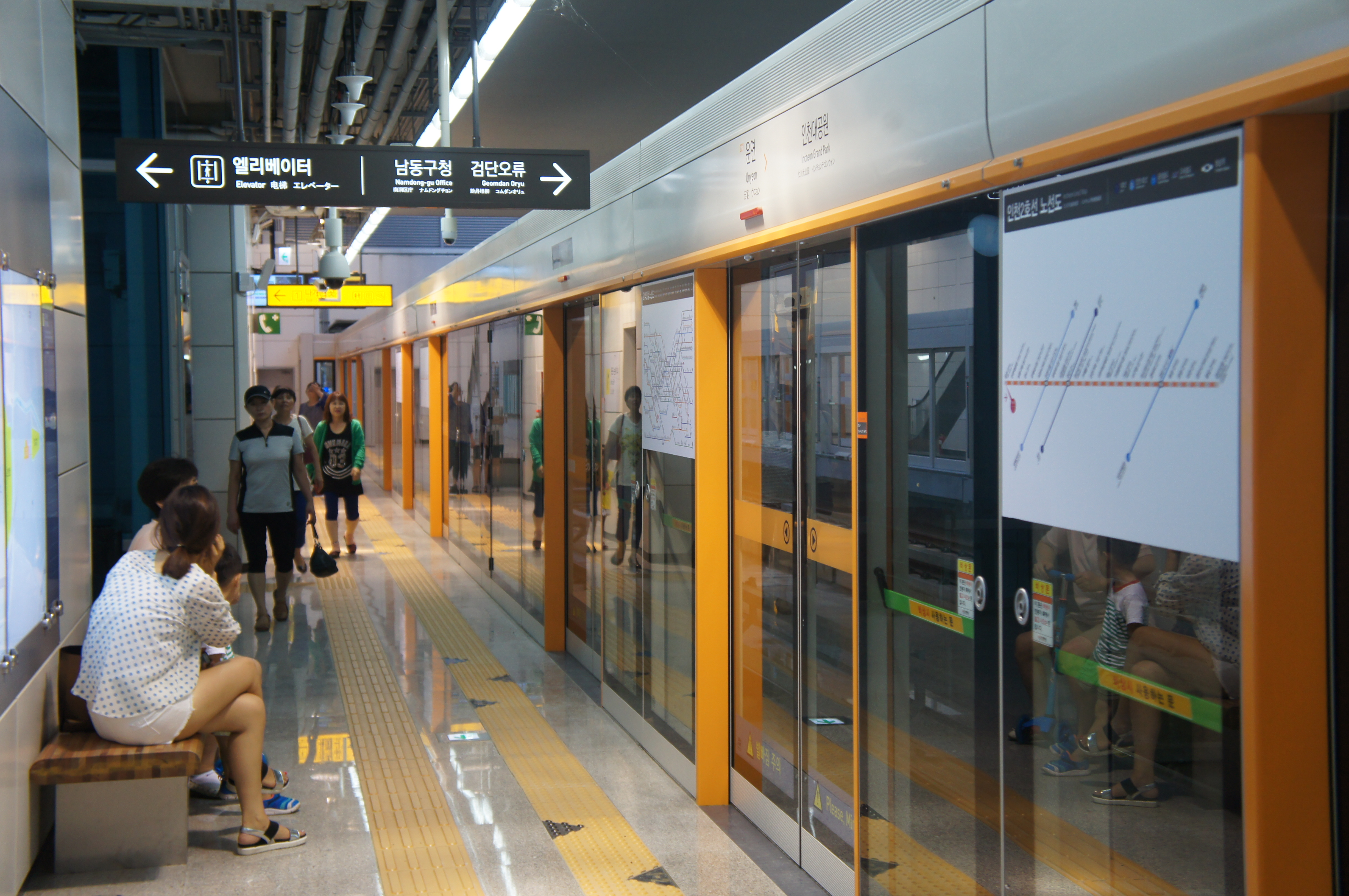
ホーム
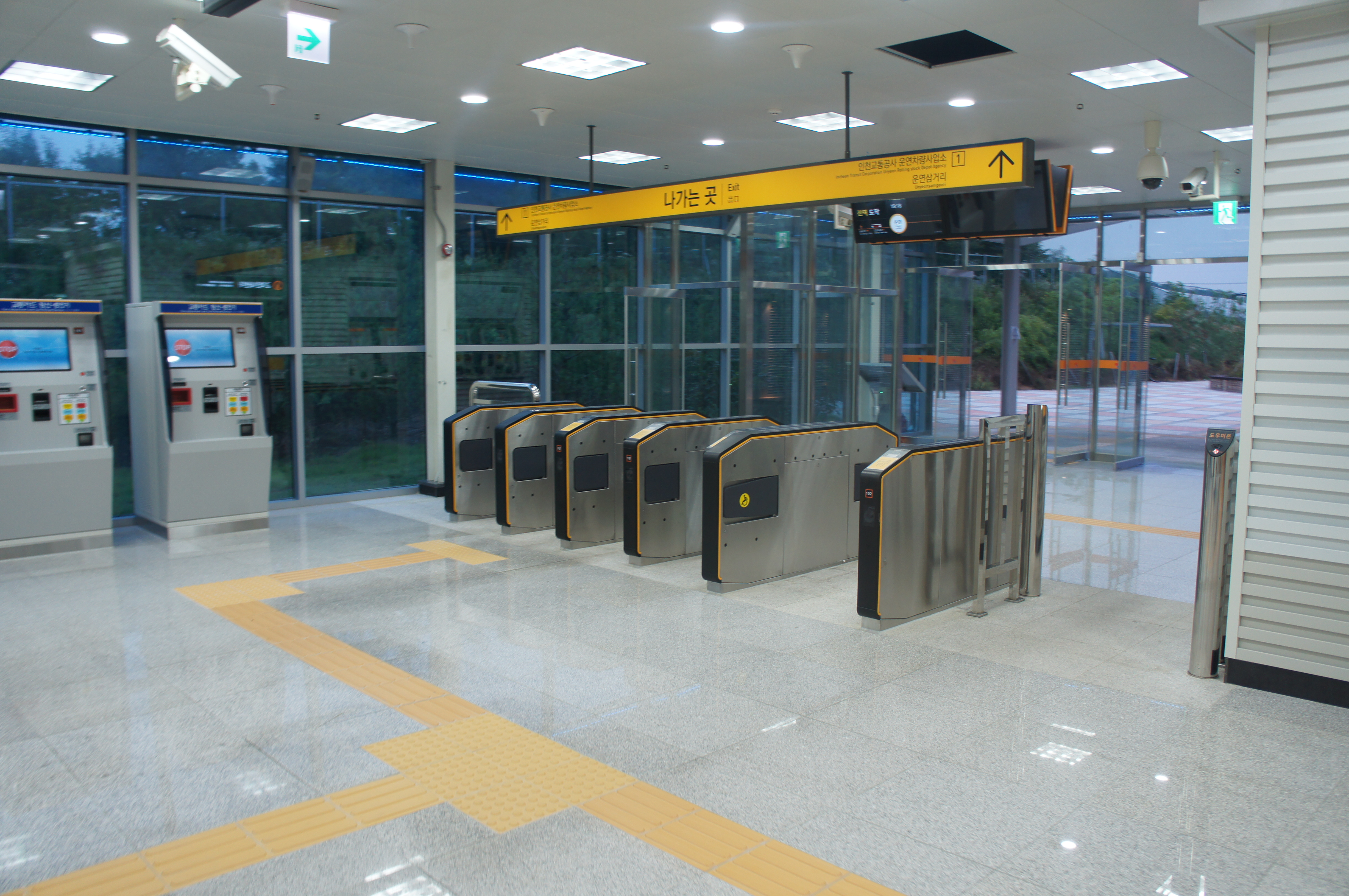
改札

### のりば
| 上 | ●仁川2号線 | 朱安・石南・黔岩・黔丹梧柳方面 |
| 下 | ●仁川2号線 | 当駅止まり                     |

## 歴史
- 2016年7月30日 開業[1]。

## 隣の駅
仁川交通公社
●仁川都市鉄道2号線
仁川大公園駅 (I226) - 雲宴駅 (I227)